# Autrêches
 Autrêches  ist eine französische Gemeinde mit 725 Einwohnern (Stand 1. Januar 2022) im Département Oise in der Region Hauts-de-France. Sie gehört zum Arrondissement Compiègne und zum Kanton Compiègne-1.

## Geografie
Autrêches ist die östlichste Gemeinde des Départements Oise. Sie liegt an der Grenze zum Département Aisne in einem Seitental der Aisne, 15 Kilometer nordwestlich von Soissons und 22 Kilometer nordöstlich von Compiègne. An der südöstlichen Gemeindegrenze verläuft das Flüsschen Hozien.
Nachbargemeinden von Autrêches sind Vassens im Norden, Morsain im Osten, Saint-Christophe-à-Berry im Süden, Saint-Pierre-lès-Bitry im Südwesten und Moulin-sous-Touvent im Westen. Das Gemeindegebiet umfasst 1303 Hektar, die mittlere Höhe beträgt 99 Meter über dem Meeresspiegel, die Mairie steht auf einer Höhe von 86 Metern.
Autrêches ist einer Klimazone des Typs Cfb (nach Köppen und Geiger) zugeordnet: Warmgemäßigtes Regenklima (C), vollfeucht (f), wärmster Monat unter 22 °C, mindestens vier Monate über 10 °C (b). Es herrscht Seeklima mit gemäßigtem Sommer.

## Geschichte
Im Ersten Weltkrieg (1914–1918) eroberte die Rendsburger 36. Infanterie-Brigade (Infanterie-Regiment „Graf Bose“ (1. Thüringisches) Nr. 31) am 20. September 1914 Autrêches und die Gemeinde war daraufhin drei Jahre lang von Deutschen besetzt. Im Mai 2006 fanden Jäger den Leichnam eines französischen Soldaten, der am 16. September 1914 verschwunden war. Er wurde im November darauf mit militärischen Ehren begraben.

## Bevölkerungsentwicklung
| Jahr                       | 1962 | 1968 | 1975 | 1982 | 1990 | 1999 | 2006 | 2013 | 2021 |
| -------------------------- | ---- | ---- | ---- | ---- | ---- | ---- | ---- | ---- | ---- |
| Einwohner                  | 517  | 524  | 537  | 537  | 574  | 671  | 731  | 753  | 713  |
| Quellen: Cassini und INSEE |      |      |      |      |      |      |      |      |      |

## Sehenswürdigkeiten
Die Kirche Saint-Victor wurde im 16. Jahrhundert erbaut. 1913 war die Kirche als Monument historique denkmalgeschützt worden. 1918 wurde sie aber im Zuge von Kampfhandlungen im Ersten Weltkrieg schwer beschädigt. Es blieben nur die Krypta und Teile des Mauerwerks erhalten. Sie wurde nach dem Krieg praktisch neu erbaut. 1956 wurde sie restauriert.

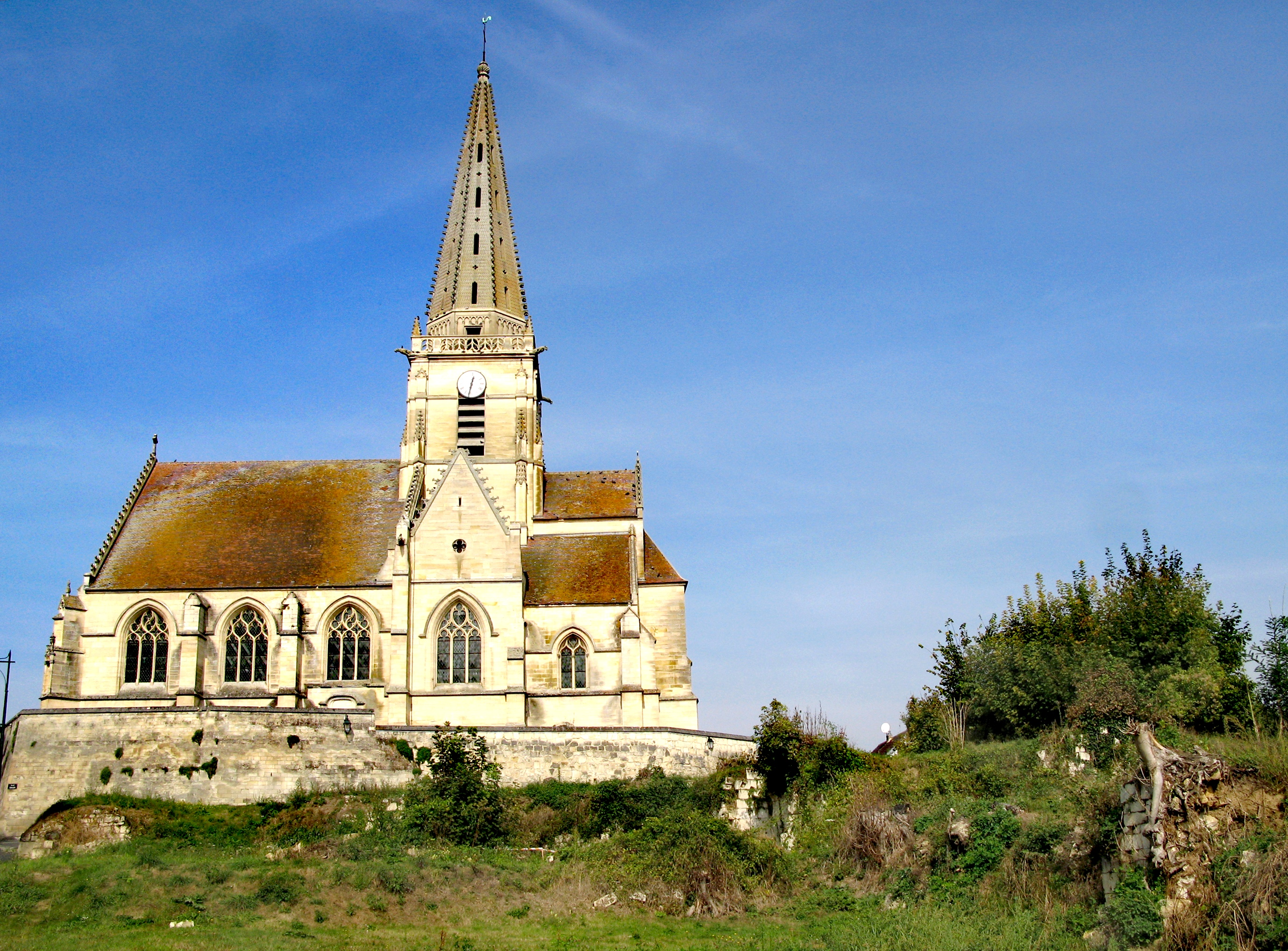
Kirche Saint-Victor
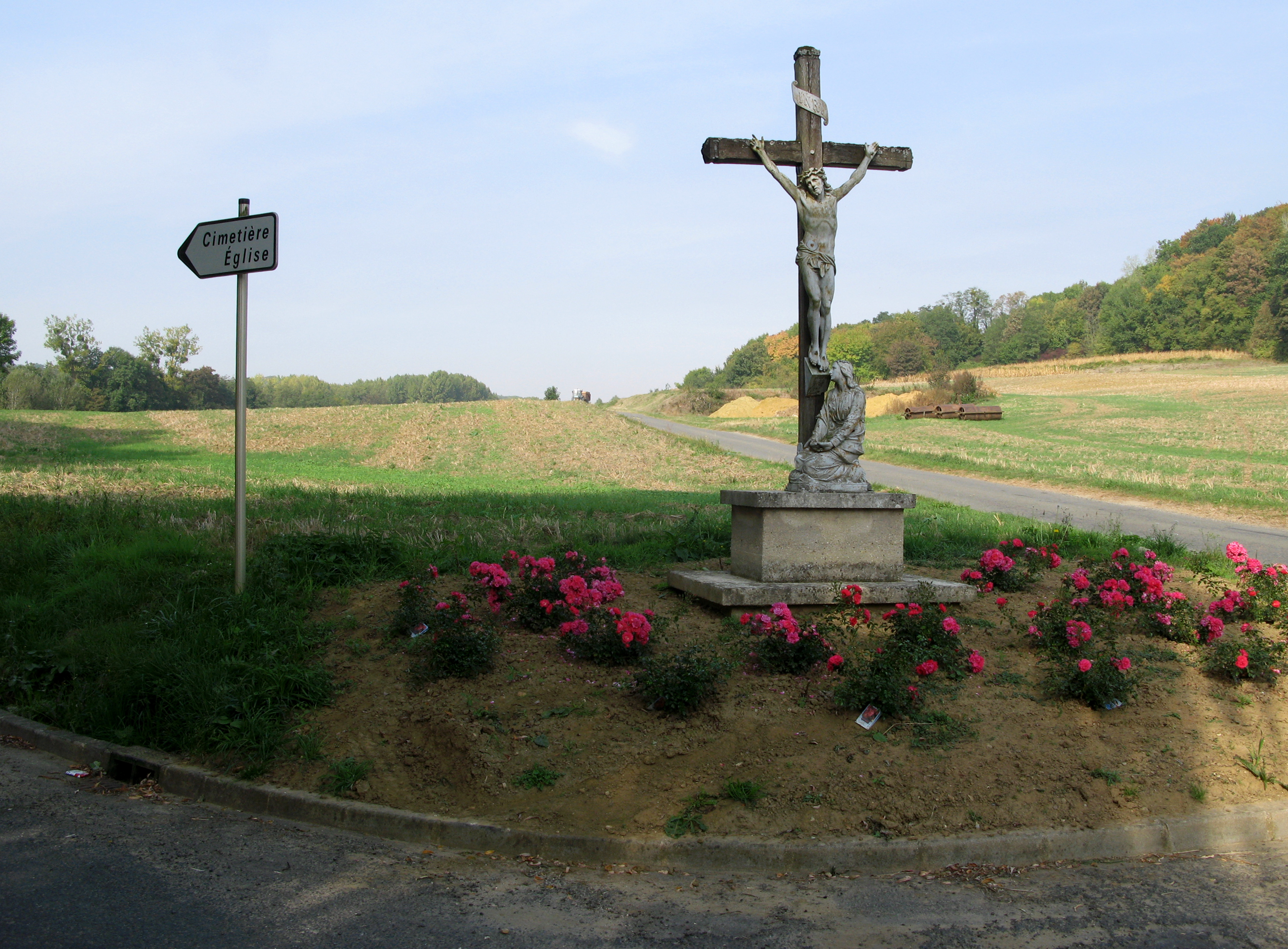
Calvaire
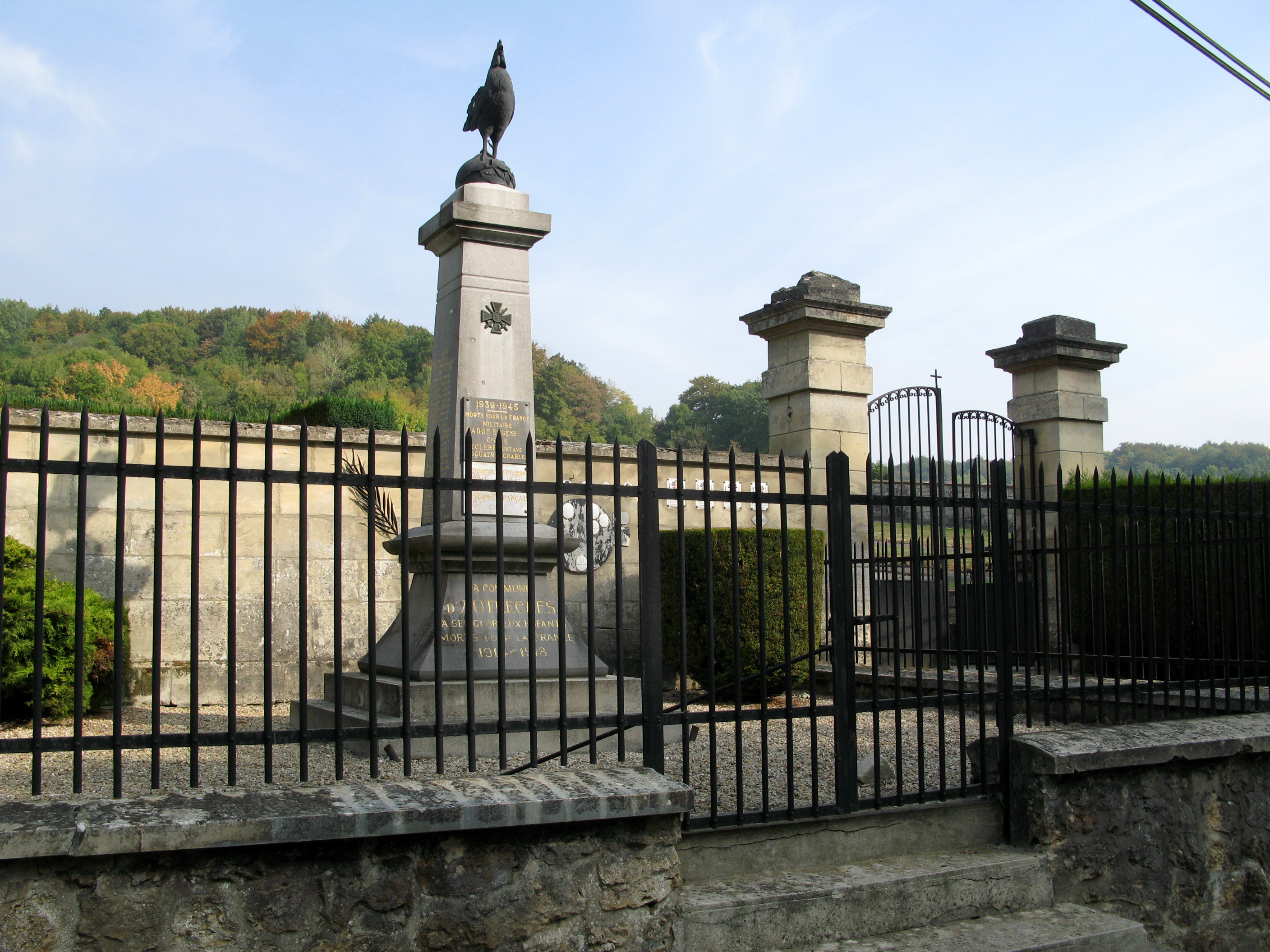
Gefallenendenkmal mit dem Gallischen Hahn

## Wirtschaft und Infrastruktur
Im Jahr 2009 waren 19,4 Prozent der Erwerbstätigen in der Gemeinde beschäftigt, die anderen waren Pendler. 10,5 Prozent der Arbeitnehmer waren arbeitslos.
Auf dem Gemeindegebiet gelten geschützte geographische Angaben (IGP) für Geflügel (Volailles de la Champagne).
Der nächste Bahnhof ist der Gare de Ribécourt in Ribécourt-Dreslincourt. Er ist 15,8 Kilometer entfernt. Der nächste Flughafen ist der 63,7 Kilometer entfernt liegende Flughafen Paris-Charles-de-Gaulle in Roissy-en-France.